# Giovanni Quirici
Giovanni Quirici (Arena Po, 27 ottobre 1824 – Torino, 11 marzo 1896) è stato un compositore e organista italiano, particolarmente attivo nel campo della musica sacra.

## Biografia
Quirici nacque ad Arena Po nel 1824. Sconosciuto nei dizionari biografici, sono noti solo alcuni dettagli della sua vita grazie a Prospero Succio, custode dell'archivio musicale del duomo di Torino che probabilmente conobbe personalmente il compositore. Succio scrive che i suoi genitori volevano che diventasse notaio, ma all'età di 14 anni scelse di studiare musica. Studiò teoria musicale a Milano con Boniforti, Manusardi e Padre Moro. Si trasferì a Torino verso il 1878, dove fu insegnante di composizione e probabilmente organista in luogo sconosciuto. Morì nel 1896 a Torino.  

## Produzione musicale
È considerato una figura minore dell'800 organistico italiano, ma le sue composizioni di musica sacra restano l'icona di un periodo cancellato dalla riforma cecilana e sono considerate la "perfetta rappresentazione" del contesto sociale in cui lavorava. La musica organistica di Quirici, nonostante il suo carattere ecclesiastico, è in linea con l'opera popolare italiana della metà dell'Ottocento. Di Quirici sono censite 26 opere in 29 pubblicazioni.
Oltre a brani leggeri, romanze e danze per pianoforte, Quirici scrisse una grande quantità di musica religiosa vocale e d'organo.
Ha scritto almeno 15 Messe  per organo solo; quelle in sol e in do sono state ripubblicate nel 2005 e 2010.  Le sue opere furono pubblicate da Perosino, Borriero, Blanchi e dalla Bibliografia Salesiana di Torino. A Milano, oltre a Ricordi, Mariani e Carisch, il suo principale editore fu Giovanni Martinenghi, indice di una popolarità superiore rispetto ad altri compositori dell'epoca.

## Opere

### Edizioni originali[6]
- 6 versetti per organo in Do maggiore per funzioni solenni,  G. Martinenghi, Milano.
- Messa Solenne per organo solo, circa 1870, G. Martinenghi, Milano.
- Marcia Campestra per dopo la Messa, circa 1878, G. Martinenghi, Milano.
- 9 brani per organo in Raccoglitore Musicale, Febbraio 1879, G. Martinenghi, Milano.
- 6 brani per organo in Raccoglitore Musicale, Gennaio 1888, G. Martinenghi, Milano.

### Edizioni moderne
- Messa Solenne in Do maggiore per organo, prima edizione moderna a cura di Sandro Carnelos, Armelin Musica, Padova, 2005
- Messa per organo in Sol maggiore, a cura di Nicola Galino, Edizioni Carrara, 1994, Bergamo, ISMN M-2157-4160-7
- 19 composizioni originali, prima edizione moderna a cura di Massimo Gabba, Armelin Musica, Padova, 2010, ISMN 979-0-2158-1614-5

## Discografia
Le opere di Quirici si trovano spesso in raccolte di musica per organo di autori del XIX secolo. Esistono però due pubblicazioni in cui Quirici è protagonista:
- 2008 - Giovanni Quirici, Opere per organo, Tactus
- 2010 - İstanbul Ve Orgları / Istanbul And Its Organ, con 9 brani di Quirici, Bant Kayıt Prodüksiyon Stüdyoları